# Henk Kistemaker

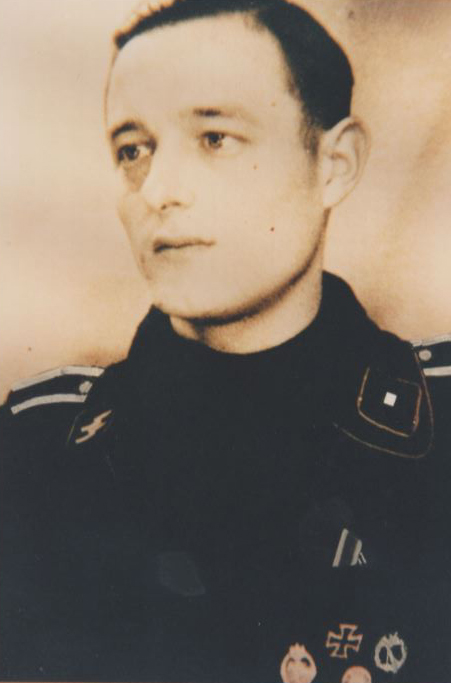
Henk Kistemaker op 22-jarige leeftijd in het uniform van het tankwapen

Henk Kistemaker (Amsterdam, 4 november 1922 – aldaar, 15 maart 2003) was een Nederlander in dienst van de Waffen-SS. Na zijn training en opleiding diende hij tot het einde van de oorlog bij de SS-Division Wiking (aanvankelijk SS-Division Germania genaamd). Deze divisie bestond voor een deel uit niet-Duitse vrijwilligers uit Nederland, Vlaanderen en de Scandinavische landen. Kistemaker is tot nog toe de enige Nederlandse collaborateur van wie de getuigenissen in boekvorm zijn uitgebracht. Doordat hij zijn motivatie en belevenissen uit die tijd documenteerde nam hij een bijzondere plaats in onder de Nederlandse vrijwilligers die aan de zijde van nazi-Duitsland vochten tijdens de Tweede Wereldoorlog.

## Jeugd
Kistemaker werd geboren in Amsterdam-Noord als jongste kind en enige zoon in een gezin van vijf kinderen (zijn oudere broer overleed kort na zijn geboorte). Na zijn middelbare school volgde hij een opleiding tot radiotechnicus en radiotelegrafist. Na het behalen van zijn diploma zou hij bij Shell gaan werken. Het uitbreken van de Tweede Wereldoorlog voorkwam dit. Werkloos thuis werd hij beïnvloed door de politieke keus van zijn vader, die lid was van de NSB. Zijn vader werkte in de dokken van Amsterdam en bracht vaak Duitse matrozen van de Kriegsmarine mee naar huis. Kistemaker raakte uitermate geboeid door hun avontuurlijke verhalen en op aanraden van zijn vader meldde hij zich bij de Waffen-SS.

## De oorlog

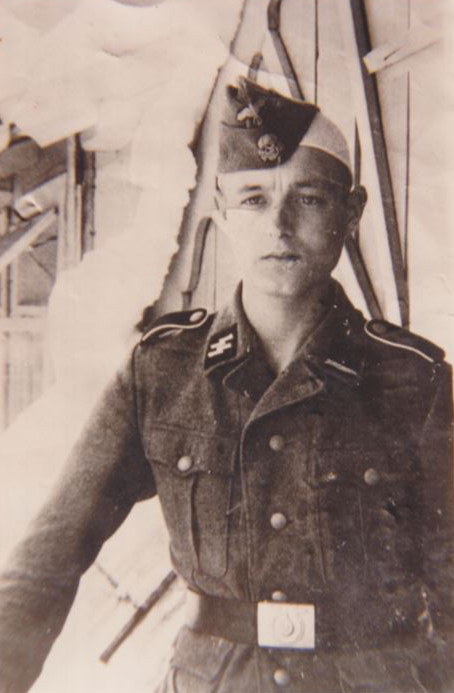
Henk Kistemaker op 19-jarige leeftijd herstellende van zijn verwondingen in een ziekenhuis in Krakau (Polen)

Na zijn keuring en aanmelding kwam hij in opleiding en training en was hij vanaf de start (22 juni 1941) betrokken bij operatie Barbarossa, de aanval van nazi-Duitsland op de Sovjet-Unie. Tot medio 1943 diende hij als infanterist. Nadat hij tot drie keer toe gewond was geraakt, mocht hij van divisiecommandant Felix Steiner een voorkeur uitspreken voor het onderdeel waar hij wilde dienen. Kistemaker koos voor de tanks en werd, gezien zijn vooropleiding, radiotelegrafist in een Panzerkampfwagen V Panther. Als lid van een tankbemanning haalde hij het einde van de oorlog. Hij kon gevangenschap door de Russen voorkomen door zich in Oostenrijk bij de gevangengenomen troepen aan te sluiten die uit Italië terugkwamen. Vanuit een Amerikaans gevangenenkamp werd hij naar Nederland getransporteerd, waar hij in gevangenschap terechtkwam.

## Na de oorlog
Hij werd in Nederland tot vijf jaar gevangenisstraf veroordeeld vanwege het in dienst treden bij een vreemde krijgsmacht. Daar heeft hij er drie jaar van gezeten. In 1948, bij de troonsbestijging van koningin Juliana, kwam hij vervroegd vrij. Na zijn vrijlating was het voor hem bijna onmogelijk om werk te vinden. Hij vertrok naar Würzburg (Duitsland) om een correspondentievriendin, zijn toekomstige vrouw, op te zoeken. Aangezien zijn kansen in het naoorlogse Duitsland ook niet voor het grijpen lagen, besloot hij om in 1953 terug te keren naar Nederland. Via bevriende relaties kon hij uiteindelijk toch aan werk komen. Tot aan zijn pensioen heeft hij gewerkt als bedrijfsleider van een juwelierszaak. Henk Kistemaker overleed op 15 maart 2003 in een verpleeghuis in Amsterdam-Noord.

## Biografie
Na zijn pensionering herleefde zijn interesse voor zijn oorlogsverleden en begon hij met het schrijven van zijn autobiografie. Uiteindelijk werd dit boek na zijn overlijden door zijn zoon uitgebracht onder de titel Henk Kistemaker, Wiking, Een Nederlandse SS'er aan het oostfront. In zijn autobiografie beschrijft Kistemaker wat hij mee had gemaakt in zijn vier jaren aan een van de meest verschrikkelijke oorlogsfronten van de twintigste eeuw.

## De betekenis van Kistemaker en zijn biografie in perspectief
Procentueel kwamen de meeste niet-Duitse vrijwilligers voor de Duitse Waffen-SS uit Nederland: ca. 22.000 mannen. De eerste divisie waarin een contingent Nederlanders diende, was de SS-Divisie Wiking, waar ook Kistemaker diende. Weinigen hebben hun verhaal kunnen of willen vertellen. Na 1945 was het immers volstrekt taboe om over de eigen rol bij de Waffen-SS te praten. De herinneringen van Kistemaker zijn dan ook uniek te noemen; de hoeveelheid informatie over specifiek Nederlandse Waffen-SS'ers beperkt zich tot een paar studies. Het boek van Kistemaker is daarmee exemplarisch voor zijn 22.000 landgenoten die, net als hij, in Duitse krijgsdienst traden.